# Lepidochrysops leucon
Lepidochrysops leucon är en fjärilsart som beskrevs av Paul Mabille 1879. Lepidochrysops leucon ingår i släktet Lepidochrysops och familjen juvelvingar. Inga underarter finns listade i Catalogue of Life.